# Чёрно-бурый кролик
Чёрно-бурый кролик — порода крупных кроликов тёмно-бурого окраса комбинированного (мясо-шкуркового) направления.

## История
В 1943 году порода Чёрно-бурый была выведена и утверждена в зверосовхозе «Бирюлинский» (Татарская АССР) методом сложного воспроизводительного скрещивания кроликов пород: белый Великан, фландр и венский голубой кролик и шиншилла.
В 1942—1948 годах порода выведена в зверосовхозе «Бирюлинский» известным селекционером, лауреатом Сталинской премии, Ф. В. Никитиным методом воспроизводительного скрещивания кроликов пород: венский голубой кролик, фландр и белый Великан.
Успешный выбор исходных пород и умелое применение отбора при целенаправленном разведении позволило получить многочисленное поголовье высокопродуктивных кроликов. Кролики с довольно большим весом, средней скороспелости, хорошей мясности и оригинального окраса.
В 1948 году порода Чёрно-бурый была утверждена; в дальнейшем зверосовхоз продолжал работу по улучшению породы.

## Описание

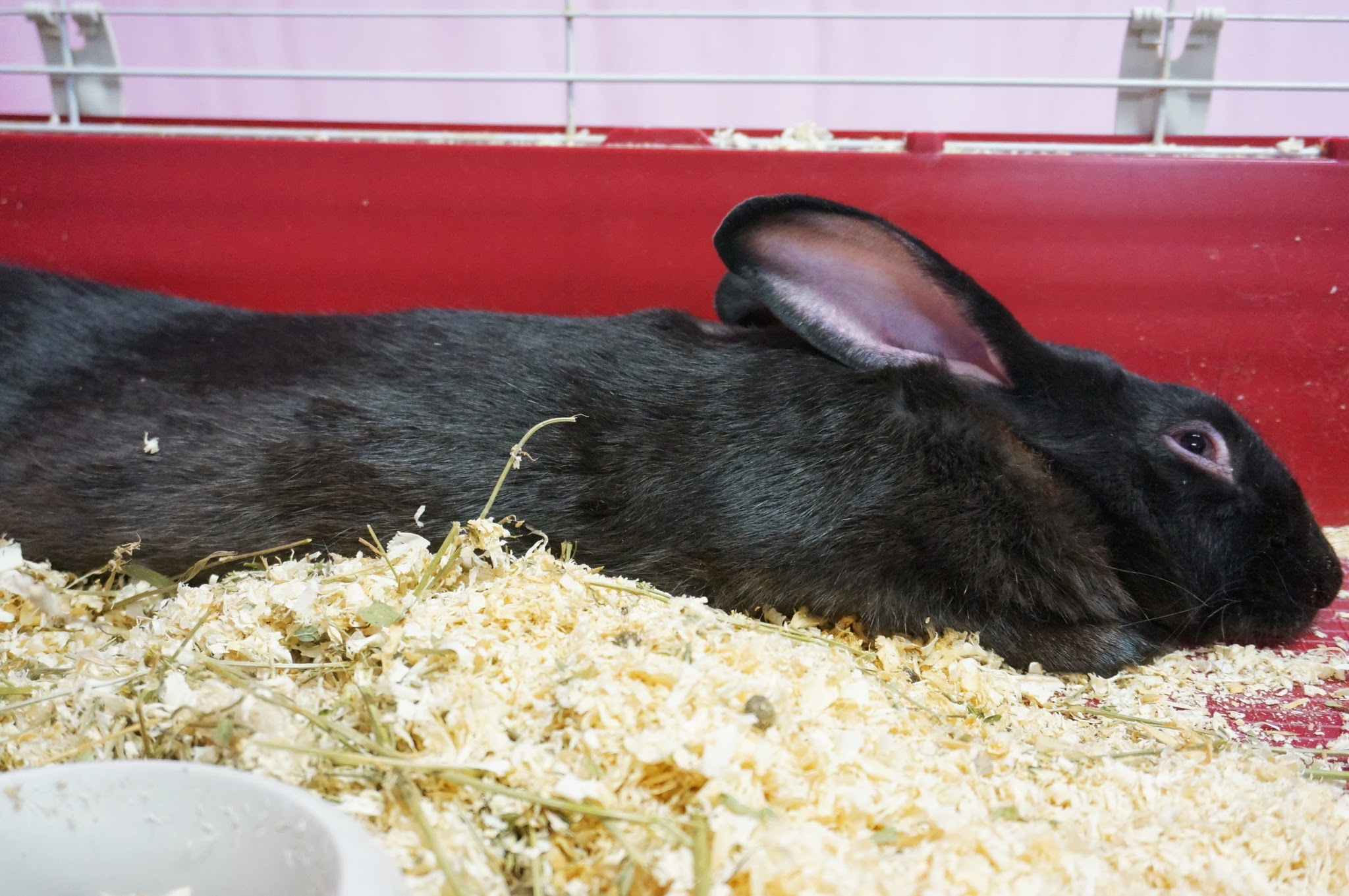
Черно-бурый кролик

Кролики крупные, средняя масса 5 кг (от 3,6 до 6,5 кг), рекордсменов — 7 кг, имеют крепкое огрублённое телосложение, развитый костяк. Туловище мощное, удлинённое, длиной 60-62 см. Грудь глубокая и широкая в обхвате за лопатками — 37 см; подгрудок часто развитый. Спина длинная, прямая, широкая, с хорошо развитой крестцово-поясничной частью; круп широкий, закругленный; конечности прямые, длинные и толстые. Голова крупная, грубоватая, с широкими ушами длиной 14-18 см.

## Мех, шкура
Мех окрашен неоднородно: направляющие волосы чёрные, светлеющие к основанию, остевые на боках животного окрашены зонально: основание голубовато-серое, затем бурые и желтовато-белые цвета. Кончики остевых и направляющих волос чёрные, блестящие, прилегают друг к другу и возвышаются над подпушьем, образуя густую вуаль, придающую меху оригинальный вид. Пуховые волосы равномерно голубые, чуть светлее у основания. Голова и спина чёрные, бока из-за зональности волос чёрно-бурые.
По густоте меха чёрно-бурые кролики занимают первое место среди российских пород. Опушённость составляет в среднем 24 тыс. волосков на 100 мм² площади шкуры с амплитудой колебаний густоты 19,5-28 тыс. волосков. На один остевой волос приходится около 50 пуховых.

## Дефекты и пороки

### Дефекты породы
К дефектам породы относят:
- отвислый живот;
- длина тела менее 55 см;
- обхват груди менее 28 см;
- вес менее 4,5 кг, у молодняка в возрасте 8 месяцев — менее 3,5 кг;
- число крольчат в помёте — менее 7.

Дефекты окраски: тёмный оттенок, буроватый цвет вуали или её неравномерность, наличие отдельных седых волос на спине.

### Пороки породы
К порокам породы относят:
- слабый или плохо развитый костяк;
- длина тела менее 50 см;
- горбатая спина;
- слабо развитая грудь (обхват менее 25 см);
- обрубленный зад или свислый круп;
- искривленные или тонкие ноги;
- вес менее 4 кг, а восьмимесячного молодняка — менее 3 кг.

Пороки окраски: наличие седых пучков волос, большой седины, буроватой и редкой вуали, а также светлого оттенка окраски.

## Выращивание
Крольчихи отличаются молочностью, обладают хорошими материнскими качествами и плодовитостью — 7-8 крольчат за окрол. Рождаются крольчата чёрного цвета массой 80 г, в возрасте 3 месяца — 2,7-2,8 кг, 4 месяца — 4,0-4,5 кг. Наибольший прирост массы наблюдается в возрасте 4-5 месяцев.
Со второй линьки (в возрасте 4 месяца) начинается смена окраса меха, который полностью формируется к её окончанию в возрасте 7-8 месяцев, после неё молодняк пригоден к забою.
По скороспелости и оплате корма порода Чёрно-бурый не уступает породам белый Великан и советская шиншилла.
Хорошо акклиматизировались в различных зонах, приспособились для условий средней полосы России. Широко распространены в Татарстане (зверосовхоз «Бирюлинский», Высокогорский район; «Кощаковский», Пестричинский район), Прибалтике и южных регионах России.

## Использование
Окраска напоминает мех чёрно-бурой лисицы, благодаря чему шкурки используются в производстве в натуральном виде.